# Minor Keith
Minor Cooper Keith , fue un hombre de negocios estadounidense, magnate de los ferrocarriles, plantaciones de banano y el transporte, cuyas actividades comerciales y políticas fueron una de las principales causas de las guerras bananeras, que tuvieron un impacto profundamente negativo en Centroamérica y el Caribe durante el siglo XIX y principios del siglo XX. Cooper Keith instigó entre otros conflictos la Guerra del Coto entre Costa Rica y Panamá, prestando apoyo logístico con lanchas a los ejércitos.

## Primeros años
Minor Keith nació en Brooklyn, New York, Estados Unidos, hijo de Minor Hubbell Keith, un comerciante de madera, y de Emily Meiggs, hermana del constructor de trenes Henry Meiggs. Realizó su educación en escuelas privadas y a la edad de 16 años, comenzó a trabajar como empleado de una tienda Broadway, empleo que dejó unos meses después para convertirse en Inspector Maderero. Habiendo amasado en tan solo un año una fortuna de $3.000,00, compró un rancho ganadero en una isla cerca de la desembocadura del río Bravo, al sur de Texas. Se dedicó a administrar este rancho hasta 1871, cuando aceptó una invitación de su tío para trabajar en el proyecto del ferrocarril de San José, capital de Costa Rica, hasta el puerto de Limón, en la costa del Mar Caribe. Meiggs había logrado ya la construcción del ferrocarril Lima-Callao y Lima-La Oroya, en el Perú algunos años antes. Keith aceptó la invitación con entusiasmo y se dirigió a Costa Rica con sus dos hermanos a trabajar en el proyecto.
Keith se casó en Costa Rica con Cristina Castro Fernández, hija del primer presidente de Costa Rica, José María Castro Madriz. Fundó una cadena de almacenes generales y fue propietario de una de las más grandes granjas de aves de corral en todos los Estados Unidos. Al final de su vida, donó su colección de oro precolombino al Museo Americano de Historia Natural en Nueva York.
Falleció de neumonía en su hogar, en West Islip, New York, cuando tenía 81 años.

## Ferrocarril de Costa Rica
En 1871, Henry Meiggs, tío de Minor Keith, había firmado un contrato con el Gobierno de Costa Rica, presidido entonces por Tomás Guardia, para llevar a cabo la construcción de un ferrocarril desde la ciudad capital, San José, hasta el puerto de Limón, en el Caribe. Este contrato fue traspasado a Henry Meiggs Keith, sobrino de Meiggs, Keith se involucró en el proyecto y lo asumió personalmente a la muerte de su tío en 1877.
En ese momento, la economía de Costa Rica estaba basada en la exportación de café, que era cultivado en el Valle Central y transportado en carretas de mulas hasta el puerto de Puntarenas en el Océano Pacífico. Desde allí era trasladado a su principal mercado en Europa y para entonces no existía el Canal de Panamá, por lo cual la creación de esta ruta de transporte era de altísima prioridad para el Gobierno.
Sin embargo, la construcción del ferrocarril presentó un extraordinario reto por la falta de financiamiento, junto a la topografía accidentada, espesa selva, lluvias torrenciales y la prevalencia de la malaria, fiebre amarilla, disentería y otras enfermedades tropicales. Keith tuvo que importar mano de obra de varios otros países, llegando el número hasta cuatro mil personas, entre afroamericanos de Jamaica, chinos e italianos. Además, los dos hermanos de Keith fallecieron durante la construcción de los primeros 25 kilómetros de líneas.
En el año 1882 el Gobierno de Costa Rica no pudo hacer frente a los pagos ni a Keith ni a los bancos de Londres, sobre los préstamos adquiridos para el financiamiento de las obras del ferrocarril. Keith puso su propio capital y el de otros inversionistas y reunieron la suma de £1.2 millones, negociando con los bancos una reducción de la tasa de interés de un 7% a un 2.5%. A cambio, el gobierno del Presidente Próspero Fernández Oreamuno le otorgó en concesión territorios con un área de 300000 hectáreas libres de impuestos, a lo largo de la ruta del ferrocarril y el arrendamiento del ferrocarril mismo, por un plazo de 99 años para su correspondiente operación.  Los términos de este acuerdo se hicieron oficiales en un documento firmado el 21 de abril de 1884, entre Keith y el ministro Bernardo Soto Alfaro (que luego sería Presidente a la muerte del mandatario Fernández Oreamuno) y ha sido conocido en Costa Rica como el «Contrato Soto-Keith»
Buena parte de este trazado aún se mantiene funcionando para el transporte de banano, acero y otras mercancías en la provincia de Limón, aunque se perdió la conexión hacia el Valle central por constantes deslizamientos a orillas del Río Reventazón en 1993.

## Comercio del banano
El ferrocarril se terminó en 1890, pero el flujo de pasajeros y carga no proveían suficientes recursos para pagar las deudas contraídas. A inicios de 1873, Keith había comenzado a experimentar con cepas de banano obtenidas de los franceses. Para comerciar la fruta, comenzó a llevarlas a New Orleans en un barco de vapor desde puerto Limón, resultando en un negocio sumamente lucrativo.
Las perspectivas de este negocio motivaron a Keith a cultivar plantaciones de banano en Panamá y en el Departamento de Magdalena, Colombia, llegando a dominar el negocio de esta fruta en todo Centroamérica.
Después de un revés económico, Keith se vio obligado a compartir su empresa con la firma Boston Fruit Company, propiedad del inversionista Andrew W. Preston, la cual dominaba el comercio de esta fruta en las Indias Occidentales. El resultado fue la fundación del emporio llamado United Fruit Company (UFCO), de la cual Keith fue el vicepresidente.
Cuando ocupaba ese cargo la UFCO le exigió al Ejército colombiano que reprimiera una huelga de trabajadores, lo que condujo a la Masacre de las Bananeras, en la que murieron varios miles de trabajadores (1800). El papa verde (1954) de Miguel Ángel Asturias versa sobre él, al igual que Paralelo 42, de John Dos Passos.

## Otras actividades
Keith también invirtió en la minería de oro en Abangares, en la provincia de Guanacaste, Costa Rica. En 1912 volvió a la construcción de ferrocarriles, organizando la compañía International Railways of Central America, que pretendía completar un sistema de 1,287 km, pero falleció antes de realizar su sueño de terminar una línea desde Guatemala hasta el Canal de Panamá. Sus negocios alteraron profundamente la vida económica de los países de América Central.